# مهدی واعظ خراسانی
شیخ مهدی واعظ خراسانی (زاده ۱۲ مهر ۱۲۴۸ در مشهد - درگذشته ۲۴ آذر ۱۳۲۹ در تهران) مشهور به محدث کبیر، محدث شیعی و خطیب مشهور خراسانی بود.

## زندگی
مهدی واعظ خراسانی حدود سال ۱۲۸۶ (قمری) در مشهد به دنیا آمد. پدرش حاج ملّا احمد واعظ (۱۲۴۰–۱۳۰۳هجری قمری) بن محمد حسین واعظ مشهدی (متولد ۱۱۴۰ هجری قمری) بن محمد محسن مدرس (متولد حدود ۱۰۸۰ هجری قمری) بود. در چهارده سالگی پدرش را از دست داد و در محضر استادان بزرگ آن زمان حاج فاضل خراسانی و حاج سید عباس شاهرودی فقه و اصول، تفسیر و حکمت آموخت و تحت ارشاد شیخ مهدی کبیر و آخوند بمانعلی به تمرین وعظ و خطابه پرداخت. از فرزندش استاد محمد واعظ زاده خراسانی که از اوان جوانی و در هنگام تحصیل در جوار پدر بود، نقل می‌شود که مهدی واعظ خراسانی به دلیل حافظه قوی بیش از ۳۰۰۰ حدیث از حفظ بود و درس‌ها و خطابه‌های علمی، حدیثی و تفسیری وی تا ۳ ساعت بطول می‌کشید.
واعظ خراسانی سالیان متمادی در ایوان رواق دارالسیاده حرم علی بن موسی‌الرضا و زمستان‌ها در شبستان مسجد گوهرشاد به وعظ و نقل حدیث می‌پرداخت و همه ساله در ماه رمضان در زمینه عقاید و تفسیر قرآن بحث می‌کرد و خطابه‌ها حدیثی-تفسیری او توسط طلاب حوزه همچون درس دنبال می‌شد.
وی در مجالس ترحیم علما و مراجع تقلیدی چون علامه سید محسن امینی منبر رفت و آیات قرآن را به مناسبت مجالس گزینش می‌کرد.
مباحث وی علاوه بر نقل حدیث شامل مطالب فلسفی، فقهی، کلامی، ادبی و تاریخی بود و بارها مورد تمجید سید حسین طباطبایی بروجردی قرار گرفت.
مهدی واعظ خراسانی بجز مشهد به شهرهای سبزوار، نیشابور، یزد، اصفهان، تهران و کرمانشاه سفر کرد و چون از خطبای شناخته شده در بخارا (شهری در ازبکستان فعلی)، و در عراق بود بارها به بخارا و نیز شهرهای نجف، کربلا، کاظمین و سامرا برای ایراد وعظ و ارشاد دعوت شد.
در واقعه مسجد گوهرشاد مشهد (۱۳۱۴) زمانی که حکومت رضاخان برای دستگیری وی تلاش می‌کرد شب هنگام به کمک اهل خانه و همسایگان از شهر متواری شد و مدت چهار سال زندگی مخفیانه داشت، سپس به اتفاق پسرش محمد واعظ زاده خراسانی به عتبات رفت و تا سال ۱۳۲۱ خورشیدی در نجف بود و در مسجد هندی آن شهر و نیز در کربلا در صحن حرم حسین بن علی و منزل علمای بزرگ منبر می‌رفت. وی ضمناً با مراجع و علمای حوزه علمیه نجف و کربلا مانند میرزا محمدحسین نائینی، آقا ضیاء الدین عراقی، حاج سید عباس شاهرودی، حاج میرزا حسن بجنوردی، شیخ محمد علی کاظمینی و دیگران رابطه صمیمی داشت.
وی در نجف خطابه‌های زیادی ایراد کرد. شب‌ها در صحن حرم علی بن ابی‌طالب در زاویه نزدیک مسجد خضراء منبر می‌رفت. آخوند خراسانی در شمار کسانی بود که به سخنرانی‌های وی ارج می‌نهاد و در زمان مرجعیت سید ابوالحسن اصفهانی سالیان متمادی به دعوت او به نجف می‌رفت و خود وی شخصاً در پای منبرش می‌نشست.
وی پس از خلع رضاشاه به اشاره سید ابوالحسن اصفهانی، در سال ۱۳۲۱ خورشیدی به ایران بازگشت و تا سال ۱۳۲۹خورشیدی در مشهد و شهرهای دیگر منبر می‌رفت.

### مرگ
وی سرانجام پس از حدود هفتاد سال تبلیغ تشیع، طی سفری به تهران در روز ۲۴ آذر ۱۳۲۹ خورشیدی، برابر ۵ ربیع الاول ۱۳۷۰ (قمری) در این شهر درگذشت. سید ابوالقاسم کاشانی بر وی نماز خواند. جنازه او در رواق دارالضیافه حرم علی بن موسی‌الرضا، زیر طاق سمت چپ چسبیده به رواق دارالسیاده و در میان قبرهای قائم مقام و میرزا مهدی اصفهانی به خاک سپردند.